# Estádio Municipal Dr. Roberto Clark
Estádio Municipal Dr. Roberto Clark – nieistniejący już stadion piłkarski w Birigui, w stanie São Paulo, w Brazylii. Swoje spotkania rozgrywali na nim piłkarze klubu Bandeirante EC.
Teren pod budowę stadionu dla założonego w 1923 roku klubu piłkarskiego Bandeirante EC został podarowany przez rodzinę Clark. W okresie użytkowania obiektu Bandeirante EC występował najwyżej na zapleczu rozgrywek Campeonato Paulista. W 1983 roku drużyna przeniosła się na nowo otwarty Estádio Municipal Pedro Marin Berbel. W 2016 roku stadion został sprzedany, po czym dokonano jego rozbiórki i wybudowano w jego miejscu hipermarket Super Muffato, otwarty w 2017 roku.